# Edward Bulwer-Lytton
Edward George Earl Bulwer-Lytton, primer Baró Lytton PC (25 de maig del 1803, Londres, Anglaterra - 18 de gener del 1873, Torquay, Anglaterra) fou un novel·lista, dramaturg i polític britànic. Lytton fou un popular escriptor del seu temps que plasmà frases com "La ploma és més forta que l'espasa" i "Perseguir el totpoderós dòlar". Avui es recorda millor el seu tòpic: "Era una fosca i tempestuosa nit...".
Bulwer-Lytton era el jove dels fills del general William Earle Bulwer i d'Elizabeth Barbara Lytton, filla de Richard Warburton Lytton de Knebworth, Hertfordshire. Va tenir dos germans: William (1799-1877) i Henry (1801-1872), després Lord Dalling. El seu fill Robert Bulwer-Lytton, Primer Comte de Lytton, fou Virrei de l'Índia des del 1876 fins al 1880.

## Biografia
El seu pare va morir quan ell tenia només quatre anys, després la seva mare traslladà tota la família a Londres. Lytton passà per diversos col·legis. Noi delicat i neuròtic, però molt precoç, amb quinze anys havia publicat un llibre, tot i que d'escassa qualitat: Ishmael and other Poems.
El 1822 ingressà al Trinity College, Cambridge, però de seguida es traslladà al Trinity Hall. El 1825 guanyà un premi de poesia, la Chancellor's Medal for English Verse. L'any següent es llicencià en Arts, i publicà un llibret de poemes: Weeds and Wild Flowers. Passà breument per l'exèrcit i, contra els desigs de la seva mare, contragué matrimoni amb Rosina Doyle Wheeler. La seva mare, llavors, li retirà l'assignació econòmica, i Lytton va haver de començar a treballar. El 1836, després d'una tempestuosa relació, se separà de la seva dona. Tres anys més tard ella publicaria una novel·la en què caricaturitzà el seu marit. Aquests atacs es prolongarien durant anys.
El 1831 resultaria escollit per al Parlament, plaça que conservà durant nou anys. La seva carrera política es prolongà en el temps, i no feu més que prosperar, fent-li mereixedor, entre altres nomenaments, del de Secretari d'Estat per a les Colònies (1858).
La seva carrera literària s'inicià el 1820 amb els seus primers poemes. Va escriure en una gran varietat de gèneres, com ficció, història, misteri, novel·la romàntica, ocultisme i ciència-ficció.
Tot i que ja era força popular en el seu temps, per ser un fi estilista victorià, la prosa de Bulwer-Lytton ha perdut molts lectors avui dia, a causa del seu estil anacrònic i en excés recarregat, si bé el seu llibre Els últims dies de Pompeia és encara molt popular.
Del les seves narracions macabres, com la novel·la Zanoni o els contes Strange Story i La casa dels esperits, senyà H. P. Lovecraft, al seu assaig L'horror sobrenatural en literatura, que tot i les seves forts dosis de retòric i de buit romanticisme, l'èxit dels seus escrits és innegable gràcies a la seva habilitat per teixir una certa classe de singular encantament.